# Мухин, Владимир Евграфович
Владимир Евграфович Мухин (28 июля 1916 — 6 июля 1996) — советский поэт, писатель, горный инженер, горноспасатель. Член Союза писателей СССР.

## Биография
Родился 28 июля 1916 года в деревне Милеево (Хвастовичский район), Калужская губерния, в семье крестьянина. Трудовую деятельность начал в 14 лет, после окончания семи классов школы.
В 1933 году приехал в Москву. Работал разнорабочим на строительстве жилых домов. Позже работал на строительстве первой очереди Московского метрополитена проходчиком, бетонщиком, арматурщиком. При редакции газеты «Ударник Метростроя» прошёл школу поэтического обучения, где в 1934 году опубликовал первые стихи. Первое стихотворение напечатал в сборнике «Стихи о метро».
В 1935 году поступил в Московский горный институт. После окончания института в 1940 году работал на руднике в Кызыл-Кия, Киргизская ССР, помощником начальника участка.
В 1942 году направлен в горноспасательную часть. Служил командиром ВГСО в Средней Азии, после освобождения Донбасса участвовал в восстановлении шахт. В 1950 году назначен главным инженером, а затем — начальником горноспасательных частей Сталинской области. Работал в должностях: помощника командира и командира отряда, главного инженера и начальника военизированных горноспасательных частей. К тому времени он уже написал пять поэтических сборников, регулярно печатался в газетах и журналах («Смена», «Огонёк», «Крокодил» и других). Первая книга стихов вышла в Донецком областном издательстве в 1952 году. Работал в ВГСЧ до 1975 года. По роману «Внезапный выброс» в 1983 году снят одноимённый художественный фильм (режиссёр Борис Ивченко).
Избирался депутатом Донецкого городского совета, был членом редколлегии журнала «Донбасс», членом правления Донецкой писательской организации. Награждён орденом «Знак Почёта», медалями «За трудовое отличие», «За доблестный труд в Великой Отечественной войне», «За восстановление угольных шахт Донбасса», полный кавалер знака «Шахтёрская слава».
Умер 6 июля 1996 года.

## Работы
- Сборники стихов: «Стихи» (1952), «Заветное желание» (1954), «Был такой случай» (1956), «Золотое море» (1959), «Друзьям-шахтерам» (1960), «Высокое звание» (1961), «Вредные ископаемые» (1963), «Земные звезды» (1966), «Куртка шахтера» (1969), «Не перестану удивляться» (1974), «Под землей и под солнцем» (1976), «Не ведая покоя» (1984);
- Документальная повесть «Поднадзорный Черницын» (1960);
- Роман «Внезапный выброс» (1979),
- Роман «Ни жизни самой» (1986);
- Повесть «Ниже уровня моря» (1984).